# Río Silaco
Der Río Silaco ist ein 26 km (einschließlich Río Llaucano: 125 km) langer linker Nebenfluss des Río Marañón, linker Quellfluss des Amazonas, in Nord-Peru. Der Río Silaco durchfließt die Region Cajamarca und trennt dabei die Provinz Cutervo im Westen von der Provinz Chota im Osten.

## Flusslauf
Der Río Silaco entsteht am Zusammenfluss von Río Chilac (links) und Río Llaucano (rechts) auf einer Höhe von etwa 900 m. Der Fluss durchfließt das Gebirge der peruanischen Westkordillere in einer engen Schlucht in nördlicher Richtung und erreicht nach 26 km auf einer Höhe von etwa 520 m den Río Marañón. Am linken Ufer liegen die Distrikte San Luis de Lucma, La Ramada und Cujillo, am rechten Ufer die Distrikte Chimban und Pión. Bei Flusskilometer 22 kreuzt die Verbindungsstraße zwischen La Ramada und Chimban den Flusslauf. Bis vor kurzem musste die Bevölkerung den Fluss mittels eines Seilzugs (huaro) überqueren. Dies war insbesondere bei starker Wasserführung des Río Silaco sehr riskant und es gab schon tödliche Unfälle. Aus diesem Grunde wurde 2018 beschlossen, an dieser Stelle eine Brücke zu errichten. Im Januar 2020 wurden die Betonfundamente auf beiden Uferseiten fertiggestellt. Seit März 2020 überspannt eine 61,6 m lange Fachwerkbrücke (⊙) den Fluss und erleichtert den Personen- und Warenverkehr dieser abgelegenen Gebiete.

## Einzugsgebiet
Der Río Silaco entwässert ein Areal von etwa 2550 km² an der Ostseite der peruanischen Westkordillere. Das Einzugsgebiet des Río Silaco grenzt im Osten an das des oberstrom gelegenen Río Marañón und des Río Las Yangas, im Süden an das des Río Cajamarca, im Südwesten an die Einzugsgebiete von Río Jequetepeque und Río Chancay, im Westen an das des Río Chotano sowie im Norden an die der Flüsse Río Chamaya und Río Malleta. Vom Río Conchano, einem Zufluss des Río Chilac, wird ein Teil des Flusswassers über einen Stollen (Conchano-Tunnel) nach Westen abgeleitet.